# PRRP
PRRP, prolaktin-oslobađajući hormonski receptor, je G-protein spregnuti receptor koji vezuje prolaktin oslobađajući hormon.
 je 7-transmembranski receptor za prolaktin-oslobađajući hormon (PRLH; MIM 602663). On je visoko izražen u prednjoj hipofizi.

## Literatura
1. ↑  Marchese A, Heiber M, Nguyen T, Heng HH, Saldivia VR, Cheng R, Murphy PM, Tsui LC, Shi X, Gregor P (1995). „Cloning and chromosomal mapping of three novel genes, GPR9, GPR10, and GPR14, encoding receptors related to interleukin 8, neuropeptide Y, and somatostatin receptors”. Genomics. 29 (2): 335—44. PMID 8666380. doi:10.1006/geno.1995.9996.
2. ↑  Hinuma S, Habata Y, Fujii R, Kawamata Y, Hosoya M, Fukusumi S, Kitada C, Masuo Y, Asano T, Matsumoto H, Sekiguchi M, Kurokawa T, Nishimura O, Onda H, Fujino M (1998). „A prolactin-releasing peptide in the brain”. Nature. 393 (6682): 272—6. PMID 9607765. doi:10.1038/30515.
3. ↑  Ozawa A; Yamada M; Satoh T;  . (2002). „Transcriptional regulation of the human PRL-releasing peptide (PrRP) receptor gene by a dopamine 2 Receptor agonist: cloning and characterization of the human PrRP receptor gene and its promoter region”. Molecular Endocrinology (Baltimore, Md.). 16 (4): 785—98. PMID 11923475.
4. ↑  „Entrez Gene: PRLHR prolactin releasing hormone receptor”.

## Dodatna literatura
- Hinuma S, Onda H, Fujino M (1999). „The quest for novel bioactive peptides utilizing orphan seven-transmembrane-domain receptors.”. J. Mol. Med. 77 (6): 495—504. PMID 10475064. doi:10.1007/s001090050403.
- Marchese A; Heiber M; Nguyen T;  . (1996). „Cloning and chromosomal mapping of three novel genes, GPR9, GPR10, and GPR14, encoding receptors related to interleukin 8, neuropeptide Y, and somatostatin receptors.”. Genomics. 29 (2): 335—44. PMID 8666380. doi:10.1006/geno.1995.9996.
- Hinuma S; Habata Y; Fujii R;  . (1998). „A prolactin-releasing peptide in the brain.”. Nature. 393 (6682): 272—6. PMID 9607765. doi:10.1038/30515.
- Fujii R; Fukusumi S; Hosoya M;  . (1999). „Tissue distribution of prolactin-releasing peptide (PrRP) and its receptor.”. Regul. Pept. 83 (1): 1—10. PMID 10498338. doi:10.1016/S0167-0115(99)00028-2.
- Langmead CJ; Szekeres PG; Chambers JK;  . (2000). „Characterization of the binding of [(125)I]-human prolactin releasing peptide (PrRP) to GPR10, a novel G protein coupled receptor.”. Br. J. Pharmacol. 131 (4): 683—8. PMC 1572376 . PMID 11030716. doi:10.1038/sj.bjp.0703617.
- Lin SH; Arai AC; Wang Z;  . (2001). „The carboxyl terminus of the prolactin-releasing peptide receptor interacts with PDZ domain proteins involved in alpha-amino-3-hydroxy-5-methylisoxazole-4-propionic acid receptor clustering.”. Mol. Pharmacol. 60 (5): 916—23. PMID 11641419.
- Takahashi K; Totsune K; Murakami O;  . (2003). „Expression of prolactin-releasing peptide and its receptor in the human adrenal glands and tumor tissues of adrenocortical tumors, pheochromocytomas and neuroblastomas.”. Peptides. 23 (6): 1135—40. PMID 12126742. doi:10.1016/S0196-9781(02)00046-3.
- Kemp DM, Lin JC, Ubeda M, Habener JF (2002). „NRSF/REST confers transcriptional repression of the GPR10 gene via a putative NRSE/RE-1 located in the 5' promoter region.”. FEBS Lett. 531 (2): 193—8. PMID 12417311. doi:10.1016/S0014-5793(02)03502-0.
- Strausberg RL; Feingold EA; Grouse LH;  . (2003). „Generation and initial analysis of more than 15,000 full-length human and mouse cDNA sequences.”. Proc. Natl. Acad. Sci. U.S.A. 99 (26): 16899—903. PMC 139241 . PMID 12477932. doi:10.1073/pnas.242603899.
- Bhattacharyya S; Luan J; Challis B;  . (2003). „Association of polymorphisms in GPR10, the gene encoding the prolactin-releasing peptide receptor with blood pressure, but not obesity, in a U.K. Caucasian population.”. Diabetes. 52 (5): 1296—9. PMID 12716769. doi:10.2337/diabetes.52.5.1296.
- Deloukas P; Earthrowl ME; Grafham DV;  . (2004). „The DNA sequence and comparative analysis of human chromosome 10.”. Nature. 429 (6990): 375—81. PMID 15164054. doi:10.1038/nature02462.
- Gerhard DS; Wagner L; Feingold EA;  . (2004). „The status, quality, and expansion of the NIH full-length cDNA project: the Mammalian Gene Collection (MGC).”. Genome Res. 14 (10B): 2121—7. PMC 528928 . PMID 15489334. doi:10.1101/gr.2596504.
- Ellacott KL; Donald EL; Clarkson P;  . (2005). „Characterization of a naturally-occurring polymorphism in the UHR-1 gene encoding the putative rat prolactin-releasing peptide receptor.”. Peptides. 26 (4): 675—81. PMID 15752583. doi:10.1016/j.peptides.2004.11.020.
- Lagerström MC; Fredriksson R; Bjarnadóttir TK;  . (2005). „Origin of the prolactin-releasing hormone (PRLH) receptors: evidence of coevolution between PRLH and a redundant neuropeptide Y receptor during vertebrate evolution.”. Genomics. 85 (6): 688—703. PMID 15885496. doi:10.1016/j.ygeno.2005.02.007.
- Kimura K; Wakamatsu A; Suzuki Y;  . (2006). „Diversification of transcriptional modulation: large-scale identification and characterization of putative alternative promoters of human genes.”. Genome Res. 16 (1): 55—65. PMC 1356129 . PMID 16344560. doi:10.1101/gr.4039406.

## Spoljašnje veze
- „Prolactin-Releasing Peptide Receptor”. IUPHAR Database of Receptors and Ion Channels. International Union of Basic and Clinical Pharmacology. Архивирано из оригинала 03. 03. 2016. г.
- PRLHR+protein,+human на 